# Кубок африканських націй 2012
Кубок африканських націй 2012 — головний футбольний турнір Африки серед збірних, який проходив одночасно в двох країнах — Габоні та Екваторіальній Гвінеї. Це другий турнір в історії африканських національних футбольних першостей, господарями якого є дві країни. Першим став Кубок африканських націй 2000 року, проведений в Гані та Нігерії. Проходив під егідою КАФ 28-й раз. Це останній Кубок африканських націй, який пройшов в парний рік; наступний турнір відбудеться вже 2013 року.
Габон і Екваторіальна Гвінея виграли право на проведення фінального турніру Кубка африканських націй 29 липня 2007 року, випередивши Анголу, Лівію та Нігерію. Також Нігерія була обрана як резервний господар на випадок, якщо одна з обраних збірних не зможе провести турнір.
У турнірі брали участь 16 команд. Габон і Екваторіальна Гвінея автоматично кваліфікувалися як країни-організатори. Інші 14 команд були визначені на основі матчів кваліфікаційного раунду.
Діючий володар Кубка Єгипет не взяв участі у розіграші, оскільки не зумів подолати відбірковий етап турніру.

## Відбірний турнір
Жеребкування відбіркового циклу проходила в Лубумбаші, Демократична Республіка Конго 20 лютого 2010 року. Збірна Того була додана в групу K після жеребкування, коли КАФ ухвалила рішення про скасування дискваліфікації збірної Того. Збірна Нігерії 30 червня 2010 року знялася з усіх міжнародних турнірів на два роки, але 5 липня 2010 президент Нігерії Гудлак Джонатан скасував свою заборону, і збірна Нігерії візьме участь у відбірковому турнірі .
У фінальну частину турніру потрапили переможці груп, друга команда з групи K і дві найкращі команди з тих, що зайняли другі місця в інших групах.
| Група A                                   | Група B                                   | Група C                                         | Група D                                  |
| ----------------------------------------- | ----------------------------------------- | ----------------------------------------------- | ---------------------------------------- |
| - Малі - Кабо-Верде - Зімбабве - Ліберія  | - Нігерія - Гвінея - Ефіопія - Мадагаскар | - Замбія - Мозамбік - Лівія - Коморські Острови | - Алжир - Марокко - Танзанія - ЦАР       |
| Група E                                   | Група F                                   | Група G                                         | Група H                                  |
| - Камерун - Сенегал - ДР Конго - Маврикій | - Буркіна-Фасо - Гамбія - Намібія         | - Єгипет - ПАР - Сьєрра-Леоне - Нігер           | - Кот-д'Івуар - Бенін - Руанда - Бурунді |
| Група I                                   | Група J                                   | Група K                                         |                                          |
| - Гана - Конго - Судан - Есватіні         | - Ангола - Уганда - Кенія - Гвінея-Бісау  | - Туніс - Малаві - Чад - Ботсвана - Того        |                                          |

## Учасники

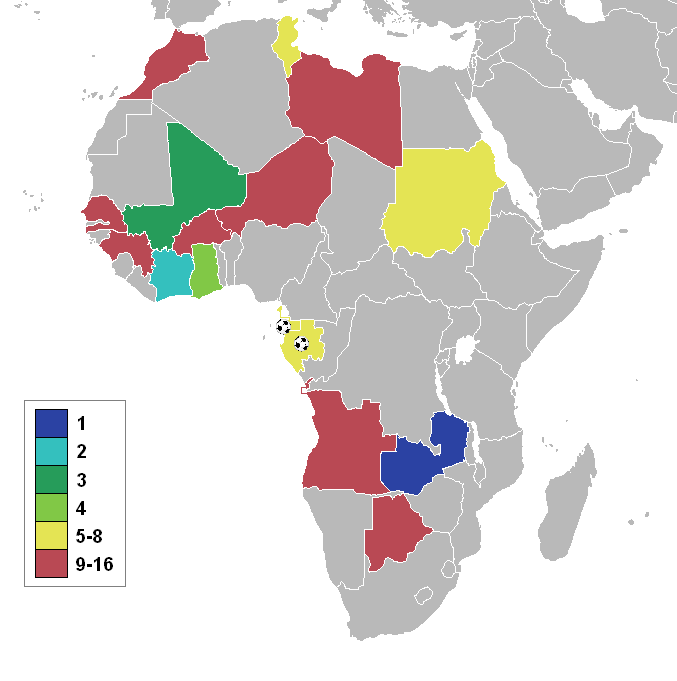
Карта учасників

У турнірі взяли участь:
| Збірна               | Кваліфікувалась як       | Дата виходу у фінальну частину | Участь у фінальному турнірі | Підряд | Останній раз | Найкращий результат               |
| -------------------- | ------------------------ | ------------------------------ | --------------------------- | ------ | ------------ | --------------------------------- |
| Габон                | Організатор              | 29 липня 2007                  | 5                           | 2      | 2010         | 1/4 фіналу (1996)                 |
| Екваторіальна Гвінея | Організатор              | 29 липня 2007                  | 1                           | 1      | —            | —                                 |
| Малі                 | Група A, 1 місце         | 8 жовтня 2011                  | 7                           | 3      | 2010         | Віце-чемпіони (1972)              |
| Гвінея               | Група B, 1 місце         | 8 жовтня 2011                  | 10                          | 1      | 2008         | Віце-чемпіони (1976)              |
| Замбія               | Група C, 1 місце         | 8 жовтня 2011                  | 15                          | 4      | 2010         | Віце-чемпіони (1974, 1994)        |
| Марокко              | Група D, 1 місце         | 9 жовтня 2011                  | 14                          | 1      | 1998         | Чемпіони (1976)                   |
| Сенегал              | Група E, 1 місце         | 3 вересня 2011                 | 12                          | 1      | 2008         | Віце-чемпіони (2002)              |
| Буркіна-Фасо         | Група F, 1 місце         | 3 вересня 2011                 | 8                           | 2      | 2010         | 4-е місце (1998)                  |
| Нігер                | Група G, 1 місце         | 8 жовтня 2011                  | 1                           | 1      | —            | —                                 |
| Кот-д'Івуар          | Група H, 1 місце         | 5 червня 2011                  | 19                          | 4      | 2010         | Чемпіони (1992)                   |
| Гана                 | Група I, 1 місце         | 8 жовтня 2011                  | 18                          | 3      | 2010         | Чемпіони (1963, 1965, 1978, 1982) |
| Ангола               | Група J, 1 місце         | 8 жовтня 2011                  | 6                           | 4      | 2010         | 1/4 фіналу (2008, 2010)           |
| Ботсвана             | Група K, 1 місце         | 26 березня 2011                | 1                           | 1      | —            | —                                 |
| Туніс                | Група K, 2 місце         | 8 жовтня 2011                  | 15                          | 10     | 2010         | Чемпіони (2004)                   |
| Лівія                | Найкраща з других команд | 8 жовтня 2011                  | 3                           | 1      | 2006         | Віце-чемпіони (1982)              |
| Судан                | Найкраща з других команд | 9 жовтня 2011                  | 8                           | 1      | 2008         | Чемпіони (1970)                   |

## Стадіони
Матч-відкриття, один півфінал і матч за третє місце пройдуть в Екваторіальній Гвінеї, другий півфінал, і фінал будуть зіграні в Габоні.
| Лібревіль         | Франсвіль         | Бата              | Малабо                  |
| ----------------- | ----------------- | ----------------- | ----------------------- |
| Стад д'Онгонджи   | Стад де Франсвіль | Естадіо де Бата   | Нуево Естадіо де Малабо |
|                   |                   |                   |                         |
| Місткість: 40 000 | Місткість: 35 000 | Місткість: 35 700 | Місткість: 15 250       |

## Груповий етап
Матчі груп A і B будуть зіграні в Екваторіальній Гвінеї, груп C і D — у Габоні.
Весь час — західноафриканський (UTC+1).

### Група A
| Команда              | І | В | Н | П | ЗМ | ПМ | РМ | О |
| -------------------- | - | - | - | - | -- | -- | -- | - |
| Замбія               | 3 | 2 | 1 | 0 | 5  | 3  | +2 | 7 |
| Екваторіальна Гвінея | 3 | 2 | 0 | 1 | 3  | 2  | +1 | 6 |
| Лівія                | 3 | 1 | 1 | 1 | 4  | 4  | 0  | 4 |
| Сенегал              | 3 | 0 | 0 | 3 | 3  | 6  | −3 | 0 |

| 21 січня 2012 19:30 |

| Екваторіальна Гвінея | 1 – 0           | Лівія |
| -------------------- | --------------- | ----- |
| Бальбоа 86'          | Протокол(англ.) |       |

| Естадіо де Бата, Бата Глядачів: 35 000 Арбітр: Нуманд'єз Ду (Кот д'Івуар) |

| 21 січня 2012 22:00 |

| Сенегал   | 1 – 2           | Замбія               |
| --------- | --------------- | -------------------- |
| Н'Доє 74' | Протокол(англ.) | Маюка 12' Калаба 20' |

| Естадіо де Бата, Бата Глядачів: 17 500 Арбітр: Нін Альйом (Камерун) |

| 25 січня 2012 18:15 |

| Лівія        | 2 – 2           | Замбія                   |
| ------------ | --------------- | ------------------------ |
| Саад 5', 47' | Протокол(англ.) | Маюка 29' К. Катонго 54' |

| Естадіо де Бата, Бата Глядачів: 1 500 Арбітр: Коман Кулібалі (Малі) |

Матч повинен був розпочатись о 17:00, але розпочався пізніше через непридатність газону внаслідок погодних умов.
| 25 січня 2012 21:15 |

| Екваторіальна Гвінея | 2 – 1           | Сенегал |
| -------------------- | --------------- | ------- |
| Ранді 62' Кілі 90+4' | Протокол(англ.) | Соу 89' |

| Естадіо де Бата, Бата Глядачів: 35 000 Арбітр: Халід Абдель Рахман (Судан) |

Матч повинен був розпочатись о 20:00, але розпочався пізніше через затримку попереднього матчу групи.
| 29 січня 2012 19:00 |

| Екваторіальна Гвінея | 0 – 1           | Замбія         |
| -------------------- | --------------- | -------------- |
|                      | Протокол(англ.) | К. Катонго 67' |

| Нуево Естадіо де Малабо, Малабо Глядачів: 44 000 Арбітр: Мохамед Бенуза (Алжир) |

| 29 січня 2012 19:00 |

| Лівія           | 2 – 1           | Сенегал       |
| --------------- | --------------- | ------------- |
| Буссефі 5', 84' | Протокол(англ.) | Д. Н'Діає 11' |

| Естадіо де Бата, Бата Глядачів: 10 000 Арбітр: Раджіндрапарсад Січерн (Маврикій) |

### Група B
| Команда      | І | В | Н | П | ЗМ | ПМ | РМ | О |
| ------------ | - | - | - | - | -- | -- | -- | - |
| Кот-д'Івуар  | 3 | 3 | 0 | 0 | 5  | 0  | 5  | 9 |
| Судан        | 3 | 1 | 1 | 1 | 4  | 4  | 0  | 4 |
| Ангола       | 3 | 1 | 1 | 1 | 4  | 5  | −1 | 4 |
| Буркіна-Фасо | 3 | 0 | 0 | 3 | 2  | 6  | −4 | 0 |

| 22 січня 2012 17:00 |

| Кот-д'Івуар | 1 – 0           | Судан |
| ----------- | --------------- | ----- |
| Дрогба 39'  | Протокол(англ.) |       |

| Нуево Естадіо де Малабо, Малабо Глядачів: 5 000 Арбітр: Раджиндрапарсад Зеехурн (Маврикій) |

| 22 січня 2012 20:00 |

| Буркіна-Фасо  | 1 – 2           | Ангола                |
| ------------- | --------------- | --------------------- |
| А. Траоре 57' | Протокол(англ.) | Матеус 48' Манушу 68' |

| Нуево Естадіо де Малабо, Малабо Глядачів: 17 000 Арбітр: Мохамед Бенуза (Алжир) |

| 26 січня 2012 17:00 |

| Судан          | 2 – 2           | Ангола                |
| -------------- | --------------- | --------------------- |
| Башир 33', 74' | Протокол(англ.) | Манушу 5', 50' (пен.) |

| Нуево Естадіо де Малабо, Малабо Глядачів: 2 500 Арбітр: Алі Лемгефрі (Мавританія) |

| 26 січня 2012 20:00 |

| Кот-д'Івуар               | 2 – 0           | Буркіна-Фасо |
| ------------------------- | --------------- | ------------ |
| Калу 16' Б. Коне 82' (аг) | Протокол(англ.) |              |

| Нуево Естадіо де Малабо, Малабо Глядачів: 4 000 Арбітр: Ґегед Гріша (Єгипет) |

| 30 січня 2012 19:00 |

| Судан            | 2 – 1           | Буркіна-Фасо   |
| ---------------- | --------------- | -------------- |
| Мудатер 33', 80' | Протокол(англ.) | Уедраого 90+6' |

| Естадіо де Бата, Бата Глядачів: 132 Арбітр: Ерік Отого-Кастан (Габон) |

| 30 січня 2012 19:00 |

| Кот-д'Івуар       | 2 – 0           | Ангола |
| ----------------- | --------------- | ------ |
| Ебуе 33' Боні 65' | Протокол(англ.) |        |

| Нуево Естадіо де Малабо, Малабо Глядачів: 1 500 Арбітр: Слім Джедіді (Туніс) |

### Група C
| Команда | І | В | Н | П | ЗМ | ПМ | РМ | О |
| ------- | - | - | - | - | -- | -- | -- | - |
| Габон   | 3 | 3 | 0 | 0 | 6  | 2  | +4 | 9 |
| Туніс   | 3 | 2 | 0 | 1 | 4  | 3  | +1 | 6 |
| Марокко | 3 | 1 | 0 | 2 | 4  | 5  | −1 | 3 |
| Нігер   | 3 | 0 | 0 | 3 | 1  | 5  | −4 | 0 |

| 23 січня 2012 17:00 |

| Габон                    | 2 – 0           | Нігер |
| ------------------------ | --------------- | ----- |
| Обамеянг 30' Н'Гуема 45' | Протокол(англ.) |       |

| Стад д'Онгонджи, Лібревіль Глядачів: 40 000 Арбітр: Едді Майє (Сейшельські Острови) |

| 23 січня 2012 20:00 |

| Марокко    | 1 – 2           | Туніс                |
| ---------- | --------------- | -------------------- |
| Харджа 86' | Протокол(англ.) | Корбі 34' Мсакні 75' |

| Стад д'Онгонджи, Лібревіль Глядачів: 18 000 Арбітр: Даніель Беннетт (Південно-Африканська Республіка) |

| 27 січня 2012 17:00 |

| Нігер     | 1 – 2           | Туніс                |
| --------- | --------------- | -------------------- |
| Н'Гуну 9' | Протокол(англ.) | Мсакні 4' Джемаа 89' |

| Стад д'Онгонджи, Лібревіль Глядачів: 20 000 Арбітр: Дженні Сіказве (Замбія) |

| 27 січня 2012 20:00 |

| Габон                                  | 3 – 2           | Марокко                  |
| -------------------------------------- | --------------- | ------------------------ |
| Обамеянг 77' Кузен 79' Мбанангоє 90+7' | Протокол(англ.) | Харджа 25', 90+1' (пен.) |

| Стад д'Онгонджи, Лібревіль Глядачів: 35 000 Арбітр: Бакарі Гассама (Гамбія) |

| 31 січня 2012 19:00 |

| Габон        | 1 – 0           | Туніс |
| ------------ | --------------- | ----- |
| Обамеянг 62' | Протокол(англ.) |       |

| Стад де Франсвіль, Франсвіль Глядачів: 22 000 Арбітр: Нуманд'з Ду (Кот-д'Івуар) |

| 31 січня 2012 19:00 |

| Нігер | 0 – 1           | Марокко      |
| ----- | --------------- | ------------ |
|       | Протокол(англ.) | Белханда 79' |

| Стад д'Онгонджи, Лібревіль Глядачів: 4 000 Арбітр: Хамада Нампіадраза (Мадагаскар) |

### Група D
| Команда  | І | В | Н | П | ЗМ | ПМ | РМ | О |
| -------- | - | - | - | - | -- | -- | -- | - |
| Гана     | 3 | 2 | 1 | 0 | 4  | 1  | +3 | 7 |
| Малі     | 3 | 2 | 0 | 1 | 3  | 3  | 0  | 6 |
| Гвінея   | 3 | 1 | 1 | 1 | 7  | 3  | +4 | 4 |
| Ботсвана | 3 | 0 | 0 | 3 | 2  | 9  | −7 | 0 |

| 24 січня 2012 17:00 |

| Гана           | 1 – 0           | Ботсвана |
| -------------- | --------------- | -------- |
| Джон Менса 25' | Протокол(англ.) |          |

| Стад де Франсвіль, Франсвіль Глядачів: 5 000 Арбітр: Діатта Бадара (Сенегал) |

| 24 січня 2012 20:00 |

| Малі       | 1 – 0           | Гвінея |
| ---------- | --------------- | ------ |
| Траоре 30' | Протокол(англ.) |        |

| Стад де Франсвіль, Франсвіль Глядачів: 10 000 Арбітр: Слім Джедіді (Туніс) |

| 28 січня 2012 17:00 |

| Ботсвана                | 1 – 6           | Гвінея                                                              |
| ----------------------- | --------------- | ------------------------------------------------------------------- |
| Д. Селолване 23' (пен.) | Протокол(англ.) | С. Діалло 15', 27' А. Камара 42' І. Траоре 45+3' М. Ба 84' Сума 86' |

| Стад де Франсвіль, Франсвіль Глядачів: 4 000 Арбітр: Бушаїб Ель-Ахраш (Марокко) |

| 28 січня 2012 20:00 |

| Гана            | 2 – 0           | Малі |
| --------------- | --------------- | ---- |
| Г'ян 63' Аю 76' | Протокол(англ.) |      |

| Стад де Франсвіль, Франсвіль Глядачів: 7 000 Арбітр: Джамель Хемуді (Алжир) |

| 1 лютого 2012 19:00 |

| Ботсвана  | 1 – 2           | Малі                     |
| --------- | --------------- | ------------------------ |
| Нгеле 50' | Протокол(англ.) | Дембеле 56' С. Кейта 75' |

| Стад д'Онгонджи, Лібревіль Глядачів: 20 000 Арбітр: Халід Абдель Рахман (Судан) |

| 1 лютого 2012 19:00 |

| Гана              | 1 – 1           | Гвінея          |
| ----------------- | --------------- | --------------- |
| Аґ'єманґ-Баду 28' | Протокол(англ.) | А. Камара 45+2' |

| Стад де Франсвіль, Франсвіль Глядачів: 5 500 Арбітр: Даніель Беннетт (Південно-Африканська Республіка) |

## Раунд плей-оф
|  | Чвертьфінали         | Чвертьфінали         |                       |       | Півфінали   | Півфінали   |  |  | Фінал              | Фінал |
|  |                      |                      |                       |       |             |             |  |  |                    |       |
|  | 4 лютого – Бата      |                      |                       |       |             |             |  |  |                    |       |
|  |                      |                      |                       |       |             |             |  |  |                    |       |
|  | Замбія               | 3                    |                       |       |             |             |  |  |                    |       |
|  | Замбія               | 3                    | 8 лютого – Бата       |       |             |             |  |  |                    |       |
|  | Судан                | 0                    |                       |       |             |             |  |  |                    |       |
|  | Судан                | 0                    | Замбія                | 1     |             |             |  |  |                    |       |
|  | 5 лютого – Франсвіль |                      | Замбія                | 1     |             |             |  |  |                    |       |
|  |                      | Гана                 | 0                     |       |             |             |  |  |                    |       |
|  | Гана                 | Гана                 | 0                     | 2     |             |             |  |  |                    |       |
|  | Гана                 |                      | 12 лютого – Лібревіль | 2     |             |             |  |  |                    |       |
|  | Туніс                | 1                    |                       |       |             |             |  |  |                    |       |
|  | Туніс                | 1                    | Замбія                | 0 (8) |             |             |  |  |                    |       |
|  | 5 лютого – Лібревіль |                      | Замбія                | 0 (8) |             |             |  |  |                    |       |
|  |                      | Кот-д'Івуар          | 0 (7)                 |       |             |             |  |  |                    |       |
|  | Габон                | Кот-д'Івуар          | 0 (7)                 | 1 (4) |             |             |  |  |                    |       |
|  | Габон                | 8 лютого – Лібревіль |                       | 1 (4) |             |             |  |  |                    |       |
|  | Малі                 | 1 (5)                |                       |       |             |             |  |  |                    |       |
|  | Малі                 | 1 (5)                | Малі                  | 0     | Третє місце | Третє місце |  |  |                    |       |
|  | 4 лютого – Малабо    |                      | Малі                  | 0     | Третє місце | Третє місце |  |  |                    |       |
|  |                      | Кот-д'Івуар          | 1                     |       |             |             |  |  |                    |       |
|  | Кот-д'Івуар          | Кот-д'Івуар          | 1                     | 3     | Гана        | 0           |  |  |                    |       |
|  | Кот-д'Івуар          |                      |                       | 3     | Гана        | 0           |  |  |                    |       |
|  | Екваторіальна Гвінея | 0                    |                       | Малі  | 2           |             |  |  |                    |       |
|  | Екваторіальна Гвінея | 0                    |                       |       | 2           |             |  |  |                    |       |
|  |                      |                      |                       |       |             |             |  |  | 11 лютого – Малабо |       |
|  |                      |                      |                       |       |             |             |  |  |                    |       |

### Чвертьфінали
| 4 лютого 2012 17:00 |

| Замбія                               | 3 – 0           | Судан |
| ------------------------------------ | --------------- | ----- |
| Сунзу 15' К. Катонго 66' Чаманга 86' | Протокол(англ.) |       |

| Естадіо де Бата, Бата Глядачів: 200 Арбітр: Бакарі Ґассама (Гамбія) |

| 4 лютого 2012 20:00 |

| Кот-д'Івуар                 | 3 – 0           | Екваторіальна Гвінея |
| --------------------------- | --------------- | -------------------- |
| Дрогба 36', 69' Яя Туре 81' | Протокол(англ.) |                      |

| Нуево Естадіо де Малабо, Малабо Глядачів: 12 500 Арбітр: Едді Майє (Сейшельські Острови) |

| 5 лютого 2012 17:00 |

| Габон       | 1 – 1 (д. ч.)   | Малі           |
| ----------- | --------------- | -------------- |
| Мулунгі 55' | Протокол(англ.) | Ш. Діабате 84' |

| Стад д'Онгонджи, Лібревіль Глядачів: 30 000 Арбітр: Джамель Амоуді (Алжир) |

|                                               |       | Пенальті                                         |  |
| Поко · Мбанангоє · Мулунгі · Обамеянг · Манга | 4 – 5 | Діабате · Ятабаре · Канте · Б. Траоре · С. Кейта |  |

| 5 лютого 2012 20:00 |

| Гана                   | 2 – 1 (д. ч.)   | Туніс         |
| ---------------------- | --------------- | ------------- |
| Джон Менса 10' Аю 101' | Протокол(англ.) | С. Халіфа 42' |

| Стад де Франсвіль, Франсвіль Арбітр: Нінт Аліом (Камерун) |

### Півфінали
| 8 лютого 2012 17:00 |

| Замбія    | 1 – 0 | Гана |
| --------- | ----- | ---- |
| Маюка 78' |       |      |

| Естадіо де Бата, Бата Арбітр: Мохамед Бенуза (Алжир) |

| 8 лютого 2012 20:00 |

| Малі | 0 – 1 | Кот-д'Івуар   |
| ---- | ----- | ------------- |
|      |       | Жервіньйо 45' |

| Стад д'Онгонджи, Лібревіль Арбітр: Данієль Беннетт (Південна Африка) |

### Матч за третє місце
| 11 лютого 2012 20:00 |

| Гана | 0 – 2 | Малі                |
| ---- | ----- | ------------------- |
|      |       | Ш. Діабате 23', 80' |

| Нуево Естадіо де Малабо, Малабо Арбітр: Ґегед Гріша (Єгипет) |

### Фінал
| 12 лютого 2012 20:30 |

| Замбія | 0 – 0 (д. ч.) | Кот-д'Івуар |
| ------ | ------------- | ----------- |
|        |               |             |

| Стад д'Онгонджи, Лібревіль Арбітр: Діатта Бадара (Сенегал) |

|                                                                                       |       | Пенальті                                                                        |  |
| К. Катонго · Маюка · Чанса · Ф. Катонго · Мвеене · Сінкала · Чісамба · Калаба · Сунзу | 8 – 7 | Тіоте · Боні · Бамба · Градель · Дрогба · Тьєне · Я Конан · К. Туре · Жервіньйо |  |

| Переможець Кубка Африканських націй 2012 |
| ---------------------------------------- |
| Замбія                                   |
| Замбія Вперше                            |

## Бомбардири
| 3 голи - Манушу (1 з пен.) - Обамеянг - К. Катонго - Маюка - Дрогба - Ш. Діабате - Харджа (1 з пен.) 2 голи - Аю - Джон Менса - С. Діалло - А. Камара - Буссефі - Саад - Башир - Мудатер - Мсакні 1 гол - Матеус - Нгеле | 1 гол (прод.) - Д. Селолване (з пен.) - А. Траоре - Уедраого - Кузен - Мбанангоє - Мулунгі - Н'Гуема - Аґ'єманґ-Баду - Г'ян - М. Ба - Сума - І. Траоре - Бальбоа - Кілі - Ранді - Калаба - Сунзу - Чаманга | 1 гол (прод.) - Боні - Ебуе - Жервіньйо - Калу - Яя Туре - Дембеле - С. Кейта - Б. Траоре - Белханда - Н'Гуну - Д. Н'Діає - Д. Н'Доє - Соу - Джемаа - Корбі - С. Халіфа Автоголи - Б. Коне (проти Кот-д'Івуара) |

## М'яч турніру
Офіційний м'яч змагання виготовлений фірмою Adidas і називається «Comoequa». Назва походить від річки Комо, яка проходить через країни, що приймають Кубок та від екватору, який проходить через всю Африку та об'єднує країни-господарів турніру.